# Після життя (фільм)
«Після життя» (яп. ワンダフルライフ, дослівно «Чудове життя», англ. After Life) — японська драма 1998 року режисера та сценариста Хірокадзу Корееди.

## Сюжет
Одразу після смерті люди потрапляють у будівлю, де вони мають тиждень на те, щоб обрати один спогад зі свого життя, який залишиться із ними назавжди. Робітники будівлі допомагають людям з вибором, а потім детально відтворюють спогад на знімальному майданчику.

## У ролях
- Арата Іура — Такасі Мотідзукі
- Еріка Ода — Сіорі Сатонака
- Сусуму Терадзіма — Сатору Кавасіма
- Такасі Наіто — Такуро Сугіе
- Кьоко Кагава — Кьоко
- Кей Тані — Кенносуке Накамура
- Такетосі Найто — Ітіро Ватанабе
- Тору Юрі — Ґісуке Сьода
- Юсуке Ісея — Юсуке Ісея
- Саяка Йосіно — Кана Йосіно
- Садао Абе — Ітіро в молодості
- Кадзуко Сіракава — Нобуко Амано

## Критика
«Після життя» отримав відмінні відгуки кінокритиків. На сайті Metacritic середня оцінка фільму становить 91 зі 100, на базі 19 виключно позитивних відгуків преси. На Rotten Tomatoes стрічка має рейтинг 86%, оснований на 28 рецензіях. У консенсусі сайту сказано: ««Після життя» є неординарним і ніжним дослідженням пам'яті, любові та життя після смерті».

## Нагороди
| Премія                                     | Категорія                              | Номінант                    | Результат | Пр.   |
| ------------------------------------------ | -------------------------------------- | --------------------------- | --------- | ----- |
| BAFICI                                     | Найкращий фільм                        | Хірокадзу Корееда           | Перемога  | [ 3 ] |
| BAFICI                                     | Найкращий сценарій                     | Хірокадзу Корееда           | Перемога  | [ 3 ] |
| Премія Асоціації кінокритиків Чикаго       | Найкращий іноземний фільм              | Хірокадзу Корееда           | Номінація | [ 4 ] |
| Премія Спілки кінокритиків Лас-Веґаса      | Найкращий іноземний фільм              | Хірокадзу Корееда           | Номінація | [ 5 ] |
| Майніті                                    | Найкраща робота художника-постановника | Тосіхіро Ісомі Хідео Ґундзі | Перемога  | [ 6 ] |
| Міжнародний кінофестиваль у Сан-Себастьяні | Приз ФІПРЕССІ                          | Хірокадзу Корееда           | Перемога  | [ 7 ] |
| Міжнародний кінофестиваль у Сан-Себастьяні | Золота мушля                           | Хірокадзу Корееда           | Номінація | [ 7 ] |